# 월드 바스켓볼 챌린지
월드 배스킷볼 챌린지(World Basketball Challenge)는 2006년 미국 NBA와 한국 KBL이 친목을 위해 발촉한 농구 대회이다.  한국, 미국, 리투아니아, 이탈리아, 터키 등 5개국이 참가하였다.